# Первокурсник (фильм, 1925)
«Первокурсник» (англ. The Freshman) — комедийный фильм 1925 года.

## Сюжет
Гарольд Лэмб поступает в университет. В поисках популярности он имитирует своего любимого киногероя и даже берёт себе его прозвище — Спиди. Гарольд становится предметом постоянной насмешки, хотя ему кажется, что он добился своего. Его единственный настоящий друг — Пегги, дочь его квартирной хозяйки.

## В ролях
| Актёр             | Роль              |
| ----------------- | ----------------- |
| Гарольд Ллойд     | первокурсник      |
| Джобина Ролстон   | Пегги             |
| Брукс Бенедикт    | грубиян           |
| Джеймс Андерсон   | герой             |
| Хейзел Кинер      | красавица         |
| Джозеф Хэррингтон | портной           |
| Пэт Хармон        | футбольный тренер |